# Geomyza paganettii
Geomyza paganettii är en tvåvingeart som först beskrevs av Gabriel Strobl 1909.  Geomyza paganettii ingår i släktet Geomyza och familjen gräsflugor. Arten är reproducerande i Sverige. Inga underarter finns listade i Catalogue of Life.